# 帆足隆
帆足 隆(ほあし たかし、1936年1月10日 - ）は、日本の経営者。カネボウ社長を務めた。大分県出身。

## 経歴
1961年に松山商科大学商経済学部経営学科を卒業し、同年にカネボウ化粧品販売に入社。1992年6月に鐘紡取締役に就任し、1994年6月に常務、1996年6月に専務を経て、1998年4月には社長に就任。1999年5月には会長も兼任し、2004年3月までに務めた。